# Agatha Christie: The ABC Murders (jeu vidéo, 2009)
Pour les articles homonymes, voir Agatha Christie: The ABC Murders.
Agatha Christie : The ABC Murders est un jeu d'aventure sur Nintendo DS et d'énigmes permettant d'enquêter aux côtés de Hercule Poirot pour résoudre de mystérieux meurtres.
Le jeu est édité par Dreamcatcher et développé par Black Lantern Studios. Il est sorti aux États-Unis le 4 novembre 2009 et en France le 20 novembre 2009.

## Accueil
- Adventure Gamers : 1/5[2]